# Studenški gozd
Studenški gozd je primestni gozd mesta Maribor in leži na desnem bregu reke Drave. Prepreden je s potmi.
V studenškem gozdu je več 500 dreves raznih vrst kot so: hrast, bukev, lipa, breza, bor itd. Gozd je srednje velikosti in je star približno 20 let. V tem gozdu živijo različne živali: mravlja, polž, polh, pajek, sova, deževniki, ptiči itd.

## Onesnaževanje
Zaradi velikega obiskovanja gozda, je veliko tudi njegovo onesnaževanje. Nekatere živali poginejo ravno zaradi onesnaževanja.